# Gelbzahnmeerschweinchen
Die Gelbzahn- oder Wieselmeerschweinchen (Galea) sind eine Gattung aus der Familie der Meerschweinchen (Caviidae) innerhalb der Nagetiere (Rodentia). Die Gattung wird in fünf bis sechs Arten unterteilt.

## Merkmale
Der Körperbau der Gelbzahnmeerschweinchen ist stämmiger als der der Echten Meerschweinchen (Cavia) und ihr Fell ist in der Regel heller gefärbt, die Haare sind weicher und kürzer. Mit den anderen Meerschweinchen haben sie die kurzen Beine mit scharfen Krallen und das Fehlen des Schwanzes gemeinsam. Die Tiere erreichen eine Kopfrumpflänge von 15 bis 25 Zentimeter und ein Gewicht von 300 bis 600 Gramm. Ein besonderes Kennzeichen der Gelbzahnmeerschweinchen ist die namensgebende gelbe Pigmentierung der Zähne, die zudem weniger komplexe Zahnkronen aufweisen als die der Echten Meerschweinchen.
| 1 | · | 0 | · | 1 | · | 3 | = 20 |
| 1 | · | 0 | · | 1 | · | 3 | = 20 |

Die Tiere besitzen wie alle Meerschweinchen ein typisches Nagetiergebiss mit zu Nagezähnen umgewandelten Schneidezähnen (Incisivi) und eine darauf folgende Zahnlücke (Diastema). Sowohl im Oberkiefer als auch im Unterkiefer folgen pro Hälfte je ein Prämolar sowie drei Molaren. Insgesamt verfügen die Tiere damit über ein Gebiss aus 20 Zähnen. Die Zähne sind bei allen Arten hypsodont und nach vorne zusammenlaufend. Die Zahnkronen sind prismatisch und die Zähne wachsen zeitlebens nach.
Die Kiefer der Meerschweinchen sind hystricomorph („stachelschweinartig“): Der vom Hinterende des Unterkiefers auswachsende Angularfortsatz steht nicht in einer Linie mit dem Rest des Kiefers, wie es bei anderen Nagetieren mit sciurognathem („hörnchenartigen“) Kieferbau der Fall ist, sondern ist seitlich abgewinkelt. Der Massetermuskel (Musculus masseter medialis), ein Kiefermuskel, verläuft dabei teilweise durch das Foramen infraorbitale („Unteraugenloch“), das entsprechend vergrößert ist, zudem fehlt ihnen wie allen Vertretern der Hystricognathi die Infraorbital-Platte. Der Schädelbau entspricht weitgehend dem ursprünglichen Bau der Echten Meerschweinchen mit einer nur geringe interorbitale Einschnürung des Schädels, einen verlängerter paroccipitalen Fortsatz des Hinterhauptbeines, einen relativ kurzen harten Gaumen und vergrößerte Paukenhöhlen.

## Verbreitung

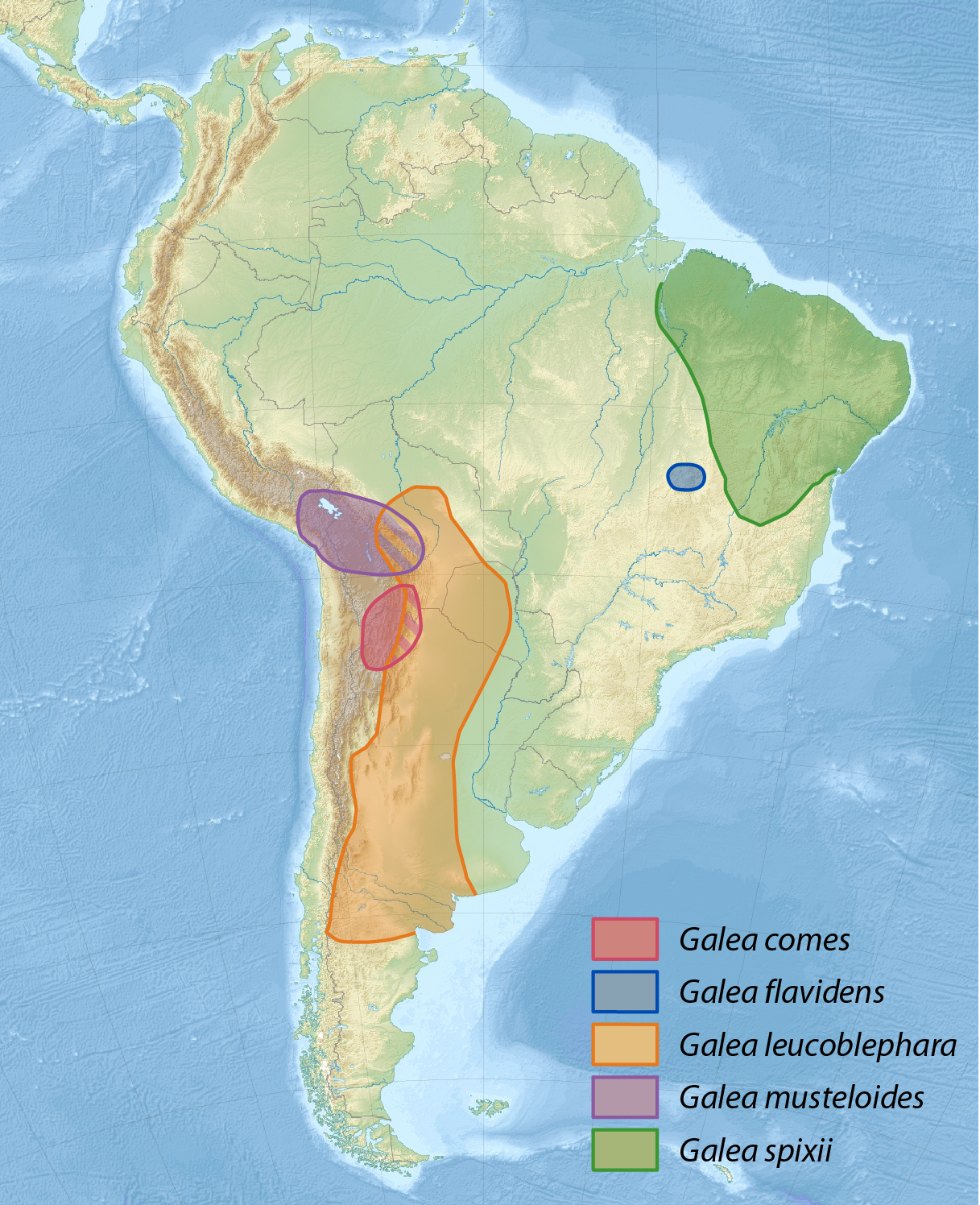
Verbreitungsgebiete der Gelbzahnmeerschweinchen

Gelbzahnmeerschweinchen sind im mittleren und südlichen Südamerika beheimatet. Ihr Verbreitungsgebiet reicht vom südlichen Peru und Brasilien bis ins mittlere Argentinien.

## Lebensweise

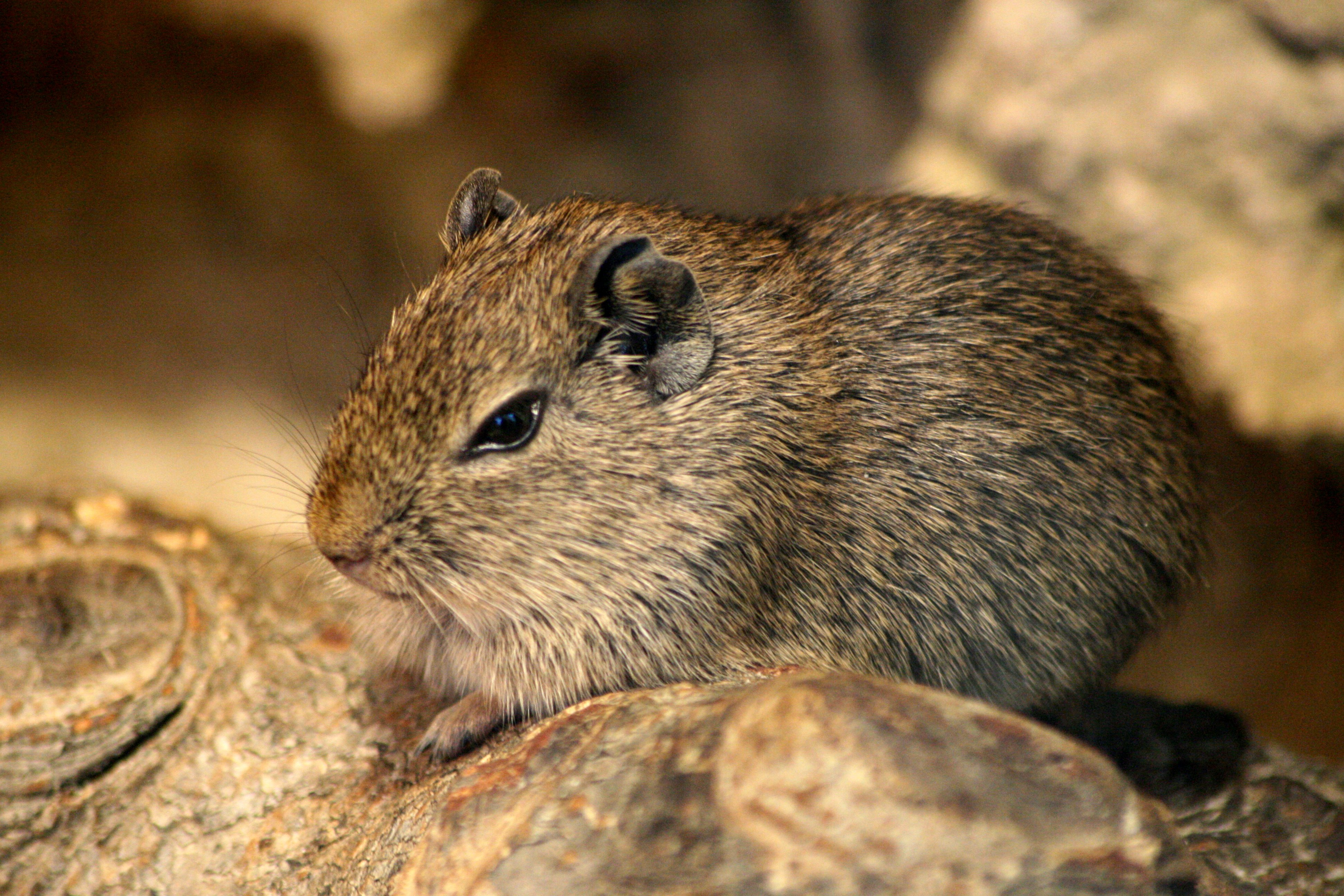
Wieselmeerschweinchen (G. musteloides)

Diese Tiere bewohnen in erster Linie Grasländer und felsige Regionen. Sie leben meist in kleineren Gruppen zusammen, bei denen sich innerhalb der Geschlechter eine strenge Rangordnung etabliert, die durch das Alter oder durch Kämpfe bestimmt wird. Vom Wieselmeerschweinchen (G. musteloides) wird hingegen berichtet, dass es monogam lebt.
Diese Tiere sind vorwiegend tagaktiv, als Unterschlupf dienen ihnen selbstgegrabene Baue, die verlassenen Baue anderer Tiere oder kleine Höhlen und Felsspalten. Sie sind echte Pflanzenfresser, die in erster Linie Gräser und Stauden zu sich nehmen.

## Fortpflanzung
Gelbzahnmeerschweinchen können das ganze Jahr über Nachwuchs zur Welt bringen, der Höhepunkt der Geburten liegt aber im Frühling. Bis zu siebenmal im Jahr kann das Weibchen gebären, die Tragzeit liegt bei 50 bis 60 Tagen und die Wurfgröße liegt zwischen eins und sieben (meistens zwei oder drei). Neugeborene sind Nestflüchter, die kurz nach der Geburt laufen und feste Nahrung zu sich nehmen können. Nach drei Wochen werden sie entwöhnt, nach zwei bis drei Monaten werden sie geschlechtsreif. Das Höchstalter eines Tieres in Gefangenschaft betrug knapp  zehn Jahre.

## Systematik
Die Gattung Galea wird als eigenständige Gattung mit den Echte Meerschweinchen (Cavia) und den Zwergmeerschweinchen (Microcavia) innerhalb der Eigentlichen Meerschweinchen (Caviinae) betrachtet. Beschrieben wurde die Gattung 1833 durch den deutschen Mediziner und Naturforscher Franz Julius Ferdinand Meyen.
Die folgenden Arten sind in der Gattung enthalten:
- Östliche Wieselmeerschweinchen (Galea flavidens (Brandt, 1835)) ist in Brasilien beheimatet.
- Das Wieselmeerschweinchen (Galea musteloides Meyen, 1833) ist die bekannteste Art. Sein Verbreitungsgebiet reicht von Peru bis ins mittlere Argentinien. Sie leben in Gruppen und vermehren sich promiskuitiv[6]
- Das Spix-Gelbzahnmeerschweinchen (Galea spixii (Wagler, 1831)) lebt in Brasilien, Paraguay und Ostbolivien.
- Das Südliche Wieselmeerschweinchen (Galea comes Thomas, 1919) ist im Süden Boliviens und im Norden Argentiniens beheimatet.
- Das Tiefland-Wieselmeerschweinchen (Galea leucoblephara (Burmeister, 1861)) ist im südlichen Südamerika in Bolivien, Argentinien und Paraguay beheimatet.

Zusätzlich beschrieben wurde das Münstersche Meerschweinchen (G. monasteriensis Solmsdorff, Kock, Hohoff & Sachser, 2004) aus Bolivien, das jedoch nicht als eigenständige Art anerkannt ist und nach Jonathan L. Dunnum als Synonym der Unterart G. m. boliviensis des Wieselmeerschweinchens betrachtet wird.

## Belege
1. 1 2 3 4  
„Morphological Aspects“ In: Thomas E. Lacher, Jr.: Family Caviidae In: Don E. Wilson, T.E. Lacher, Jr., Russell A. Mittermeier (Hrsg.): Handbook of the Mammals of the World: Lagomorphs and Rodents 1. (HMW, Band 6) Lynx Edicions, Barcelona 2016, S. 406–407.
2. ↑  
„Systematics“ In: Thomas E. Lacher, Jr.: Family Caviidae In: Don E. Wilson, T.E. Lacher, Jr., Russell A. Mittermeier (Hrsg.): Handbook of the Mammals of the World: Lagomorphs and Rodents 1. (HMW, Band 6) Lynx Edicions, Barcelona 2016, S. 406–407.
3. ↑  
Diane L. Rowe, Rodney L. Honeycutt: Phylogenetic Relationships, Ecological Correlates, and Molecular Evolution Within the Cavioidea (Mammalia, Rodentia). Molecular Biology and Evolution 19 (3), 2002; S. 263–277. (Volltext)
4. ↑  
Jonathan L. Dunnum: Genus Galea Meyen, 1833 In: James L. Patton, Ulyses F.J. Pardinas, Guillermo D’Elía (Hrsg.): Mammals of South America, Volume 2 – Rodents. The University of Chicago Press, Chicago 2015; S. 704–711. ISBN 978-0-226-16957-6.
5. ↑  
Caviinae, Genus Galea. In: T.E. Lacher jr: Family Caviidae In: Don E. Wilson, T.E. Lacher, Jr., Russell A. Mittermeier (Hrsg.): Handbook of the Mammals of the World: Lagomorphs and Rodents 1. (HMW, Band 6) Lynx Edicions, Barcelona 2016, S. 435–436. ISBN 978-84-941892-3-4.
6. ↑  N. Sachser, E. Schwarz-Weig, A. Keil, J. T. Epplen: Behavioural strategies, testis size, and resproductive success in two caviomorph rodents with different mating systems. In: Behaviour. 136, 1999, S. 1203–1217. doi:10.1163/156853999501720
7. ↑  
K. Solmsdorff, D. Kock, C. Hohoff, N. Sachser: Comments on the genus Galea Meyen 1833 with description of Galea monasteriensis n. sp. from Bolivia (Mammalia, Rodentia, Caviidae). Senckenbergiana Biologica 84, 2004; S. 137–156.
8. ↑  
Jonathan L. Dunnum,  Jorge Salazar-Bravo: Phylogeny, evolution, and systematics of the Galea musteloides complex (Rodentia: Caviidae). Journal of Mammalogy 91 (1), 17. Februar 2010; S. 243–259. doi:10.1644/08-MAMM-A-214R1.1
9. ↑  
Jonathan L. Dunnum: G. m. boliviensis (Waterhouse, 1848) In: James L. Patton, Ulyses F.J. Pardinas, Guillermo D’Elía (Hrsg.): Mammals of South America, Volume 2 – Rodents. The University of Chicago Press, Chicago 2015; S. 709. ISBN 978-0-226-16957-6.